# Clelea melli
Clelea melli es una especie de polilla de la familia Zygaenidae.
Fue descrita científicamente por Hering en 1925.